# 巴德韦勒
巴德韦勒（法語：Badevel，法語發音：[badvɛl]）是法国杜省的一个市镇，属于蒙贝利亚尔区。

## 地理
巴德韦勒（47°30'0"N, 6°56'23"E）面积3.73 平方千米，位于法国勃艮第-弗朗什-孔泰大區杜省，该省份为法国东部内陆省份，北起上索恩省，西接汝拉省，东部及东南部与瑞士接壤，东北部与贝尔福地区省接壤。
与巴德韦勒接壤的市镇（或旧市镇、城区）包括：博库尔、费什莱格利斯、格朗维拉尔、梅济雷、圣迪济耶莱韦克。

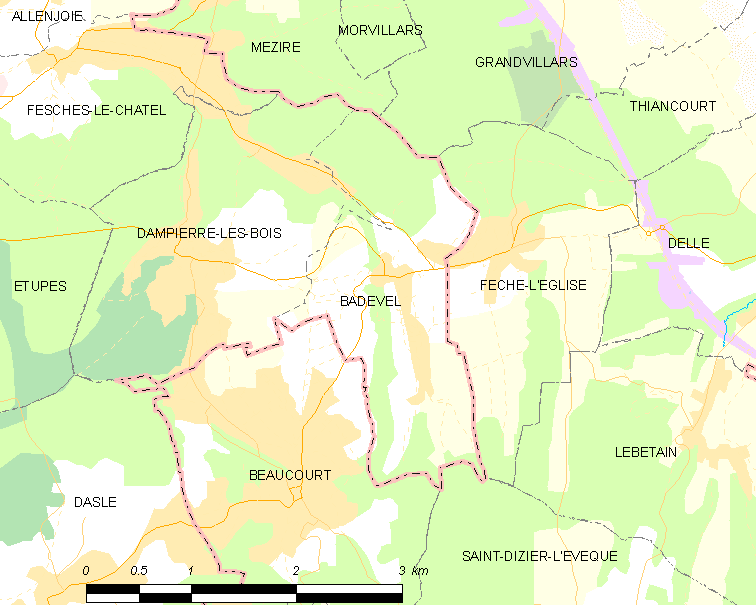
巴德韦勒的OSM定位图

巴德韦勒的时区为UTC+01:00、UTC+02:00（夏令时）。

## 行政
巴德韦勒的邮政编码为25490，INSEE市镇编码为25040。

## 政治
巴德韦勒所属的省级选区为欧丹库尔县。

## 人口

1962-2008年间巴德韦勒人口变化图示

巴德韦勒于2022年1月1日时的人口数量为808人。